# Eaglescliffe
Eaglescliffe är en ort i Storbritannien.   Den ligger i kommunen Borough of Stockton-on-Tees och riksdelen England, i den centrala delen av landet, 300 km norr om huvudstaden London. Eaglescliffe ligger 28 meter över havet och antalet invånare är 7 900.